# 神乌县
神乌县，中国古县名。
唐朝武德三年（620年）置，治所在今甘肃省武威市。为凉州治所。贞观元年（627年）废。总章元年（668年）复置，改名武威县。神龙元年（705年）复改武威县，后又废。 